# Adrian Solano
Adrian Solano (Maracay, 21 de outubro de 1994), é um esquiador venezuelano. 
Solano ganhou notoriedade em fevereiro de 2017, com 22 anos, quando, mesmo sem nunca ter visto neve na vida, disputou o Campeonato Mundial de Esqui Nórdico de Lahti, na Finlândia. Como era de se esperar, Solano mostrou sérias dificuldades para manter-se em pé nos esquis, acumulando quedas nas tentativas de fazer as curvas do circuito. Por conta de sua performance, ele ficou conhecido como "o pior esquiador do mundo".